# Univerzita v Bonnu
Univerzita v Bonnu (německy Rheinische Friedrich-Wilhelms-Universität Bonn) je veřejná univerzita nacházející se v Bonnu.

## Historie
Byla založena v roce 1818 a dnes je jednou z vedoucích univerzit v Německu. Zaměstnává 5 500 zaměstnanců, vyučuje na ní 550 profesorů a studuje zde přibližně 34 tisíc studentů. V místní knihovně se nachází více než 2 miliony svazků. Současným rektorem je Michael Hoch.

## Fakulty
Univerzita má celkem sedm fakult:
- Fakulta katolické teologie (Katholisch-Theologische Fakultät)
- Fakulta protestantské teologie (Evangelisch-Theologische Fakultät)
- Fakulta ekonomie a práva (Rechts- und Staatswissenschaftliche Fakultät)
- Lékařská fakulta (Medizinische Fakultät)
- Filosofická fakulta (Philosophische Fakultät)
- Fakulta matematiky a přírodních věd (Mathematisch-Naturwissenschaftliche Fakultät)
- Zemědělská fakulta (Landwirtschaftliche Fakultät)

## Absolventi
Mezi významné absolventy patří sedm nositelů Nobelových cen (Harald zur Hausen, Reinhard Selten, Wolfgang Paul, Luigi Pirandello, Otto Wallach, Paul Heyse a Philipp Lenard), dva držitelé Fieldsovy medaile (Gerd Faltings a Maxim Lvovič Koncevič), dále například Heinrich Heine, Karl Marx, Benedikt XVI., Josef Alois Schumpeter, Heinrich Rudolf Hertz, Konrad Adenauer, Max Ernst, Constantin Carathéodory, Joseph Goebbels, Karl Barth, Hans Knappertsbusch nebo Samson Rafael Hirsch.